# Rycice
Rycice (prononciation : [rɨˈt͡ɕit͡sɛ]) est un village polonais de la gmina de Chorzele dans le powiat de Przasnysz de la voïvodie de Mazovie dans le centre-est de la Pologne.
Il se situe à environ 5 kilomètres au sud de Chorzele (siège de la gmina), 22 kilomètres au nord de Przasnysz (siège du powiat) et à 111 kilomètres au nord de Varsovie (capitale de la Pologne).
Le village compte approximativement une population de 340 habitants.

## Histoire
De 1975 à 1998, le village appartenait administrativement à la voïvodie d'Ostrołęka.